# موشح (یمن)
 موشح  به عربی ( المُوَشَح  )، روستایی است در عزلهٔ (بنی الموشح)، ناحیهٔ (دیار الهمدان)، از توابع استان 

## جمعیت
جمعیت آن (۲۱۶) نفر (۵ خانوار) می‌باشد.